# Darlington Raceway

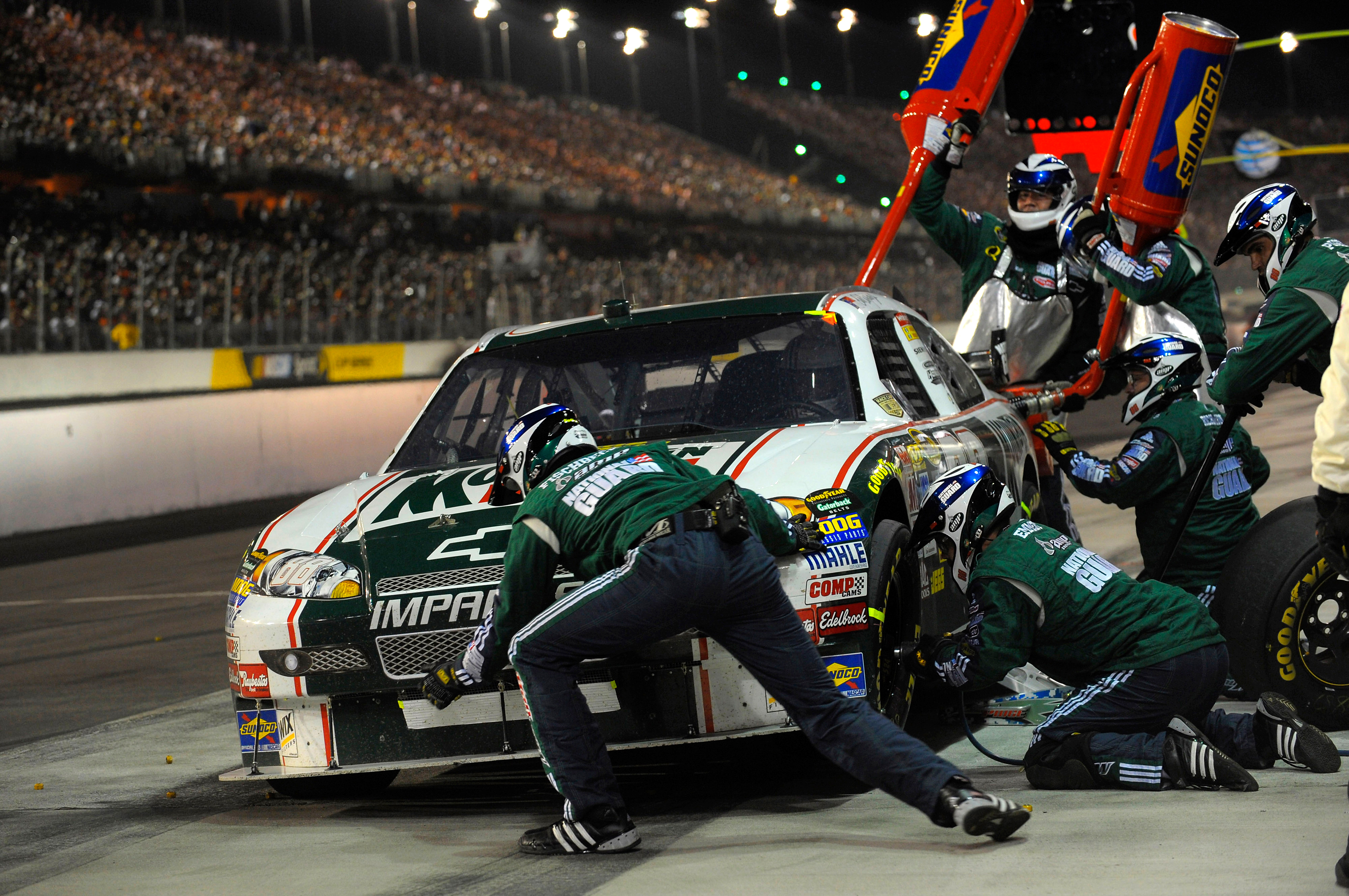
Dale Earnhardt Jr. en las 500 de Darlington de 2008.

Darlington Raceway es un óvalo situado en la ciudad de Darlington, Carolina del Sur, Estados Unidos. Mide 1,366 millas (2.198 metros) de longitud, y es una pista tradicional de las divisiones nacionales de la NASCAR. Fue diseñada por el expiloto Harold Brasington e inaugurado en el año 1950. Desde 1982, Darlington es propiedad de International Speedway Corporation.
Para cumplir la promesa al anterior dueño del terreno de preservar un lago de carpas, el trazado tiene dos rectas no paralelas (al contrario de lo habitual) y dos curvas de distinto radio de giro. Las curvas tienen actualmente 25 y 23 grados de peralte, mayor a la de óvalos medianos como Charlotte y Texas.
Darlington es apodada "la Dama de Negro" (The Lady in Black en inglés) supuestamente porque los muros exteriores de la pista blancos terminan negros por el roce de los neumáticos contra ellos, y también "la pista demasiado ruda para domar" (The Track Too Tough to Tame).
Históricamente, la NASCAR Cup Series corría dos carreras en Darlington por año. Una de ellas se ha disputado desde 1963 en la primavera boreal y ha durado entre 300 y 500 millas (480 y 800 km) según la edición; desde 2005 es una carrera de 500 millas. La otra se llamaba 500 Millas Sureñas (Southern 500) y se disputaba desde 1950 en Labor Day, es decir a principios de septiembre. Hasta la aparición de las 500 Millas de Daytona en 1959, las 500 Millas Sureñas fue la carrera más larga del campeonato. Fue una de las cuatro principales carreras durante décadas, junto con la ya mencionada de Daytona, las 500 Millas de Alabama en Talladega y las 600 Millas de Charlotte.
En 2004, las 500 Millas Sureñas se disputaron en noviembre, de manera de ofrecer un clima menos caluroso a los espectadores. Debido a la política de la NASCAR de dar prioridad a circuitos cercanos a ciudades grandes, y la demanda que la NASCAR e International Speedway Corporation perdieron en favor de Speedway Motorsports, las 500 Millas Sureñas se dejó de correr en 2005. La carrera de primavera de 2009 rehusó el nombre de la carrera otoñal.
En 2020, Darlington sumó dos fechas de Copa NASCAR (una carrera de 400 millas y otra de 500 kilómetros) en mayo, debido a que el calendario de la categoría fuera reprogramada por la pandemia del coronavirus.
La NASCAR Xfinity Series ha corrido en Darlington carreras de 200 millas (320 km) desde 1982, con excepción de 1983, cuando duró 250 millas (400 km). La NASCAR Truck Series lo ha hecho desde 2001 hasta 2004 y a partir de 2010, siempre de manera independiente a las dos categorías superiores.

## Récords de vuelta
- NASCAR Cup Series: Kasey Kahne, 6 de mayo de 2011, 27.131 s, 181,250 mph (291,631 km/h).
- NASCAR Busch / Nationwide / Xfinity Series: Carl Edwards, 9 de mayo de 2008, 27.784 s, 176,994 mph (284,836 km/h).
- NASCAR Truck Series: Cole Whitt, 2011, 28.273 s, 173,933 mph (279,858 km/h).

## Ganadores recientes
| Año  | Cup Series (Southern 500) | Cup Series (segunda carrera)                                                   | Xfinity Series  | Truck Series    |
| ---- | ------------------------- | ------------------------------------------------------------------------------ | --------------- | --------------- |
| 1990 | Dale Earnhardt            | Dale Earnhardt                                                                 | Harry Gant      | -               |
| 1991 | Ricky Rudd                | Harry Gant                                                                     | Dale Jarrett    | -               |
| 1992 | Bill Elliott              | Darrell Waltrip                                                                | Robert Pressley | -               |
| 1993 | Dale Earnhardt            | Mark Martin                                                                    | Robert Pressley | -               |
| 1994 | Dale Earnhardt            | Bill Elliott                                                                   | Mark Martin     | -               |
| 1995 | Sterling Marlin           | Jeff Gordon                                                                    | Larry Pearson   | -               |
| 1996 | Jeff Gordon               | Jeff Gordon                                                                    | Mark Martin     | -               |
| 1997 | Dale Jarrett              | Jeff Gordon                                                                    | Randy LaJoie    | -               |
| 1998 | Dale Jarrett              | Jeff Gordon                                                                    | Bobby Labonte   | -               |
| 1999 | Jeff Burton               | Jeff Burton                                                                    | Matt Kenseth    | -               |
| 2000 | Ward Burton               | Bobby Labonte                                                                  | Mark Martin     | -               |
| 2001 | Dale Jarrett              | Ward Burton                                                                    | Jeff Green      | Bobby Hamilton  |
| 2002 | Sterling Marlin           | Jeff Gordon                                                                    | Jeff Burton     | Ted Musgrave    |
| 2003 | Ricky Craven              | Terry Labonte                                                                  | Todd Bodine     | Bobby Hamilton  |
| 2004 | Jimmie Johnson            | Jimmie Johnson                                                                 | Greg Biffle     | Kasey Kahne     |
| 2005 | Greg Biffle               | -                                                                              | Matt Kenseth    | -               |
| 2006 | Greg Biffle               | -                                                                              | Denny Hamlin    | -               |
| 2007 | Jeff Gordon               | -                                                                              | Denny Hamlin    | -               |
| 2008 | Kyle Busch                | -                                                                              | Tony Stewart    | -               |
| 2009 | Mark Martin               | -                                                                              | Matt Kenseth    | -               |
| 2010 | Denny Hamlin              | -                                                                              | Denny Hamlin    | Todd Bodine     |
| 2011 | Regan Smith               | -                                                                              | Kyle Busch      | Kasey Kahne     |
| 2012 | Jimmie Johnson            | -                                                                              | Joey Logano     | -               |
| 2013 | Matt Kenseth              | -                                                                              | Kyle Busch      | -               |
| 2014 | Kevin Harvick             | -                                                                              | Chase Elliott   | -               |
| 2015 | Carl Edwards              | -                                                                              | Denny Hamlin    | -               |
| 2016 | Martin Truex Jr.          | -                                                                              | Elliott Sadler  | -               |
| 2017 | Denny Hamlin              | -                                                                              | Denny Hamlin    | -               |
| 2018 | Brad Keselowski           | -                                                                              | Brad Keselowski | -               |
| 2019 | Erik Jones                | -                                                                              | Cole Custer     | -               |
| 2020 | -                         | Kevin Harvick (carrera de 400 millas) Denny Hamlin (carrera de 500 kilómetros) | Chase Briscoe   | -               |
| 2023 |                           | william byron (goodyear 400)                                                   | Kyle Larson     | Christian Eckes |